# Steve Johnson (jégkorongozó, 1966)
Steve Johnson (Grand Forks, Észak-Dakota, 1966. március 3. –) amerikai profi jégkorongozó, edző.

## Játékos pályafutása
Komolyabb pályafutását az Észak-Dakotai Egyetemen kezdte 1984-ben. Az egyetemre 1988-ig járt és az utolsó évben jó játékának köszönhetően több egyéni díjat is kapott. A National Hockey League-be nem draftolták csak az akkor még létező NHL Supplemental Drafton, amin az olyan egyetemista játékosokat választották ki, akik nem kerültek be a ligába. Az 1987-es NHL Supplemental Drafton a Vancouver Canucks szerezte meg a játékjogát, de az NHL-ben sosem játszott. Az egyetem elvégzése után, 1988-ban, az International Hockey League-es Milwaukee Admiralsban kezdte meg profi karrierjét. A rájátszásban is játszhatott 2 mérkőzést. A következő szezonban csak 5 mérkőzést az Admiralsban, mert átkerült a szintén IHL-es Phoenix Roadrunnersbe, ahol aztán 65 mérkőzésen 70 pontot szerzett. Ezután visszavonult. A fia, Luke Johnson szintén jégkorongozó.

## Edzői pályafutása
1995-ben lett az amerikai junior ligában (United States Hockey League) játszó Fargo-Moorhead Bears edzője. A következő évben a Lincoln Starshoz szerződött és 2007-ig ennél a csapatnál dolgozott. 1997-ben és 2003-ban bajnokok lettek. 2001-ben elvesztették a döntőt. Két év kihagyás után 2009-ben visszatért, mint edző és a Fargo Force csapatát vezette. 2010-től már egyetemi másodedző lett a St. Cloud State-nél és 2012-ig maradt itt. 2012 végén a University of Nebraska-Omaha másodedzője lett egy évre.

## Díjai
- NCAA (WCHA) Kiváló Az Év Kiváló Tanuló-Sportolója: 1988
- NCAA (Nyugat) Első All-American Csapat: 1988